# Babylon (Domažlice)
Babylon é uma comuna checa localizada na região de Plzeň, distrito de Domažlice.